# Tumacácori National Historical Park
Le Tumacácori National Historical Park est un parc historique national américain dans le comté de Santa Cruz, en Arizona. Il a été créé le 6 août 1990 pour protéger trois anciennes missions espagnoles. Géré par le National Park Service, il comprend aussi le Tumacácori Museum.